# Демьяново (Владимирская область)
Демьяново — деревня в Александровском муниципальном районе Владимирской области России, входит в состав Андреевского сельского поселения.

## География
Деревня расположена в 10 км на северо-восток от центра поселения села Андреевского и в 27 км на северо-восток от райцентра города Александрова.

## История
В конце XIX — начале XX века деревня входила в состав Андреевско-Годуновской волости Александровского уезда, с 1926 году — в составе Андреевской волости. В 1859 году в деревне числилось 14 дворов, в 1905 году — 18 дворов, в 1926 году — 14 дворов.
С 1929 года деревня являлась центром Демьяновского сельсовета Александровского района, с 1940 года — в составе Пореченского сельсовета, с 1948 года — в составе пригородной зоны города Александрова, с 1959 года — в составе Андреевского сельсовета, с 1965 года — в составе Александровского района, с 2005 года — в составе Андреевского сельского поселения. 

## Население
| 1859 | 1905 | 1926 | 2002 | 2010 | 2021 |
| ---- | ---- | ---- | ---- | ---- | ---- |
| 71   | ↗77  | ↗100 | ↘4   | ↘1   | ↗6   |